# Titán (luchador)
Titán (nacido el 15 de octubre de 1990) es un luchador profesional mexicano, enmascarado que trabaja actualmente para el Consejo Mundial de Lucha Libre (CMLL) y a través de su relación de trabajo que también trabaja regularmente para la New Japan Pro-Wrestling (NJPW). El verdadero nombre de Titán no es una cuestión de registro público, como suele ser el caso de los luchadores enmascarados en México, donde sus vidas privadas se mantienen en secreto de los fanáticos de la lucha libre. Anteriormente trabajó bajo el nombre de Palacio Negro desde 2008 hasta 2011.

## Carrera

### Consejo Mundial de Lucha Libre (2008-presente)
Hizo su debut profesional en la lucha libre con el nombre de Palacio Negro, un nombre inspirado en el Palacio Negro de Lecumberri, una prisión infame en México que una vez albergó a Pancho Villa. Inicialmente trabajó en Guadalajara, Jalisco, en el hogar de una de las principales escuelas de lucha libre del Consejo Mundial de Lucha Libre. En 2009, Palacio Negro se unió a Guerrero Samurai para participar en un Torneo Tanque Dantes promovido localmente en honor a Alfonso "Tank" Dantés. El dúo ganó cuatro partidos en total y perdió solo uno, que fue suficiente para ganar el torneo.
CMLL indicó que tenían planes para el Palacio Negro y que querían subir de rango en la empresa cuando fue reservado para ganar un combate de ocho hombres en la jaula de acero Infierno en el Ring, ganando los anillos para quitar la máscara de Azrael según la Lucha de Apuestas a la estipulación. El combate en la jaula también incluye un luchador que sería su futuro compañero en el equipo con Metal Blanco. El Palacio Negro permaneció en Guadalajara durante la mayor parte de 2009, ganando más experiencia en el ring y continuando entrenando con Gran Cochisse y El Satánico. A mediados de 2009, Palacio Negro tuvo la oportunidad de competir por el Campeonato Peso Wélter de Occidente promovido localmente, pero fue eliminado en el torneo para coronar a un nuevo campeón por el eventual ganador Ángel del Mal, que luego no tendría éxito en un combate por el título contra Ángel del Mal.
A finales de 2010, Palacio Negro, junto con Metal Blanco, hicieron su debut en la lucha libre en la Ciudad de México, apareciendo en la principal arena de CMLL, México. El dúo se unió a Sagrado en un torneo para determinar los contendientes número uno para el Campeonato Nacional de Tríos de México. El equipo tuvo éxito, avanzando a las finales al derrotar a Los Guerreros Tuareg (Arkangel de la Muerte, Loco Max y Skándalo) y Los Cancerberos del Infierno (Euforia, Nosferatu y Pólvora). En las finales, el equipo perdió ante Ángel de Oro, Diamante y Rush, quienes ganaron el campeonato.
Palacio Negro y Metal Blanco dejaron de aparecer en la Ciudad de México a principios de noviembre de 2011, en preparación para ser re-envasados con nuevas máscaras y nombres de anillos. Los dos fueron reintroducidos como Titán (Palacio Negro) y Tritón (Metal Blanco), presentados como nuevas versiones de personajes utilizados a principios de la década de 1990 en CMLL. Los dos se asociaron con Shocker, respaldándolo en una rivalidad contra Atlantis, Guerrero Maya Jr. y Delta, conocidos colectivamente como Los Reyes de la Atlántida. Metro se anunció originalmente como parte del grupo, pero no apareció con el equipo fuera de una conferencia de prensa.
CMLL tuvo un Torneo Sangre Nueva, similar en el concepto del torneo Forjando un Ídolo, y Titán fue el último hombre eliminado por el eventual ganador del torneo Dragon Lee. Se unió a Máscara Dorada, pero perdió en la primera ronda a los ganadores eventuales del torneo El Terrible y Euforia.
Otro premio que ganó Titán al ganar el torneo En Busca de un Ídolo fue luchar en los tres shows de 2013 de FantasticaManía, una serie anual de shows celebrada en Japón y promovida conjuntamente con la New Japan Pro-Wrestling (NJPW). Durante la serie, Titán trabajó con y contra luchadores de la NJPW como Tama Tonga, Jushin Thunder Liger, Tiger Mask, Bushi e Ishii. A principios de 2013, Titán sufrió una hernia de disco durante un combate, una lesión que obligó a CMLL a abandonar el Campeonato Peso Wélter de Occidente el 20 de marzo de 2013.
El sábado 17 de marzo de 2024 y el domingo 24 de marzo de 2024, va a tener una lucha en la arena Costa Rica Wrestling Embassy, en aniversario X, junto a los luchadores; Hechicero, Mustafa Ali, 
Shigeo Okumura y Rocky Romero.

### New Japan Pro-Wrestling (2013, 2017-presente)
Titán hizo su regreso al ring en abril y poco después se anunció que era el único participante mexicano en el torneo Best of the Super Juniors (BOSJ) 2013 de NJPW basado en su actuación durante la serie de shows FantasticaManía en enero de 2013.
El 22 de enero de 2016, desafió sin éxito a Bárbaro Cavernario por el título en Tokio durante la gira de FantasticaManía. Titán regresó a NJPW el 20 de julio para participar en la Super J-Cup 2016, perdiendo ante Will Ospreay en su primera ronda. Titán, junto con Angel de Oro, regresaron a New Japan Pro-Wrestling el 21 de octubre en el evento Road to Power Struggle en el que participaron en el Super Junior Tag Tournament 2016. Sin embargo, fueron eliminados en la primera ronda por Roppongi Vice (Beretta & Rocky Romero).

### Ring of Honor (2017)
Titán fue anunciado como el reemplazo del lesionado Atlantis en el show de War of the Worlds
 UK del Ring of Honor, en lo que sería su primera aparición en el Reino Unido.

## En lucha
- Movimientos finales
  - Titanics (Handspring back flip into a victory roll)
  - Tornillo (Springboard double/triple corkscrew plancha)[13]

## Campeonatos y logros
- Consejo Mundial de Lucha Libre
  - Campeonato Mundial de Peso Wélter del CMLL (1 vez, actual)
  - Campeonato Mundial en Parejas del CMLL (1 vez) – con Volador Jr.
  - Campeonato Nacional de Tríos (1 vez) – La Máscara & Rush
  - Campeonato Nacional de Peso Welter (2 veces)
  - Campeonato Peso Wélter de Occidente (1 vez)
  - En Busca de un Ídolo (2012)
  - Reyes del Aire (2019)
  - Torneo Nacional de Parejas Increíbles (2019) – con Bárbaro Cavernario[14][15]
  - Torneo Tanque Dantes (2009) – con Guerrero Samurai II

- Desastre Total Ultraviolento
  - DTU Nexo Championship (1 vez) - con Tritón[16]

- Pro Wrestling Illustrated
  - Situado en el Nº297 en los PWI 500 de 2019[17]
  - Situado en el Nº317 en los PWI 500 de 2020[18]
- Wrestling Observer Newsletter
  - Lucha 5 estrellas (2023) vs Master Wato en Best Of The Super Junior XXX: Day 12 el 28 de mayo

## Luchas de apuestas
| Ganador                 | Perdedor             | Lugar                | Evento     | Fecha                    | Notas |
| ----------------------- | -------------------- | -------------------- | ---------- | ------------------------ | ----- |
| Palacio Negro (máscara) | Azrael (máscara)     | Guadalajara, Jalisco | House show | 19 de julio de 2009      |       |
| Palacio Negro (máscara) | Loco Max (cabellera) | Guadalajara, Jalisco | House show | 30 de septiembre de 2011 |       |